# Disseny gràfic

Pictogrames

El disseny gràfic és la branca del disseny orientada a la composició d'imatges i textos per a la comunicació d'un missatge. Els missatges dissenyats poden canalitzar-se a través de diversos mitjans, tant impresos com digitals, com ara materials impresos, pel·lícules, animació, gràfica aplicada a productes, envasos, roba o senyals d'informació.
El disseny gràfic es remunta a l'origen mateix del llenguatge escrit, però és cap al segle xix quan tingué una entitat pròpia.
El principi fonamental és oferir un missatge clar, sense deixar d'aportar els aspectes secundaris. Per això el dissenyador utilitzarà recursos com l'ordre, l'equilibri, el color, el contrast, l'èmfasi, el moviment, els motius repetitius, la proporció, la proximitat, el ritme, la textura, la unitat i l'espai en blanc entre d'altres.

## Àmbits i tipologies del disseny gràfic
Entre les principals especialitzacions destaquen el disseny editorial, el disseny d'identitat corporativa, el disseny audiovisual, el disseny digital, el disseny d'envasos o packaging, el disseny publicitari i el disseny de senyalística.

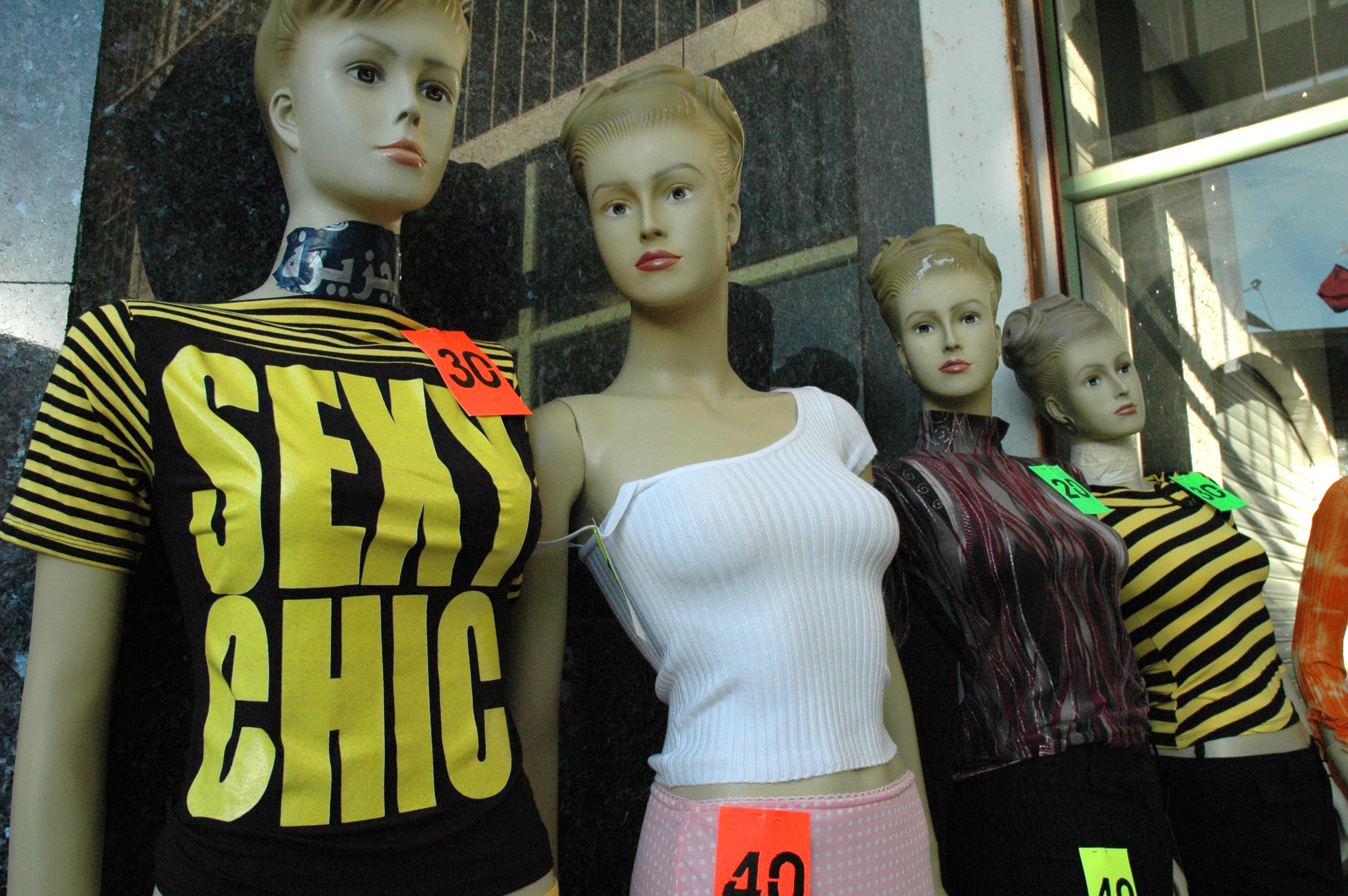
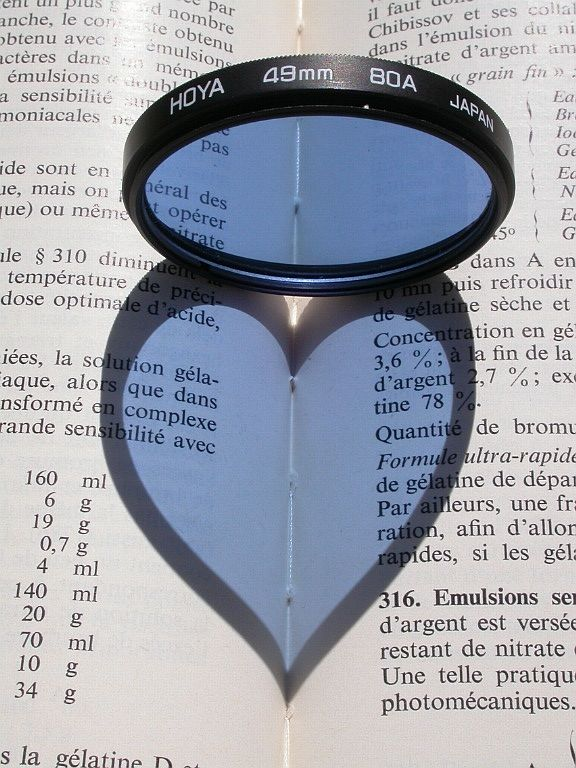
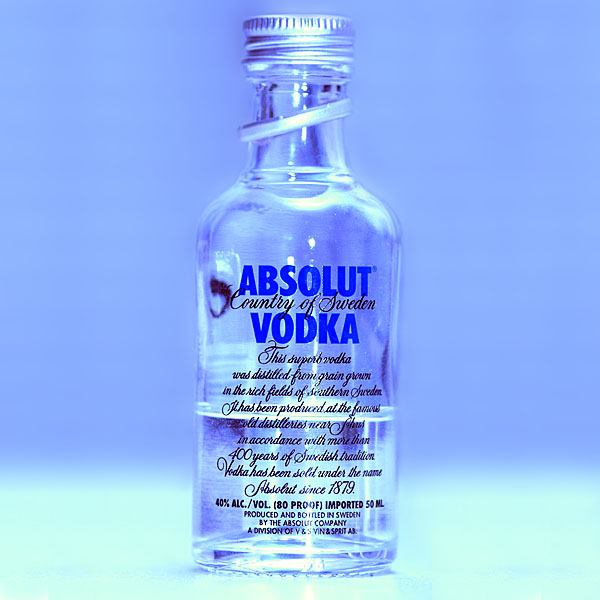
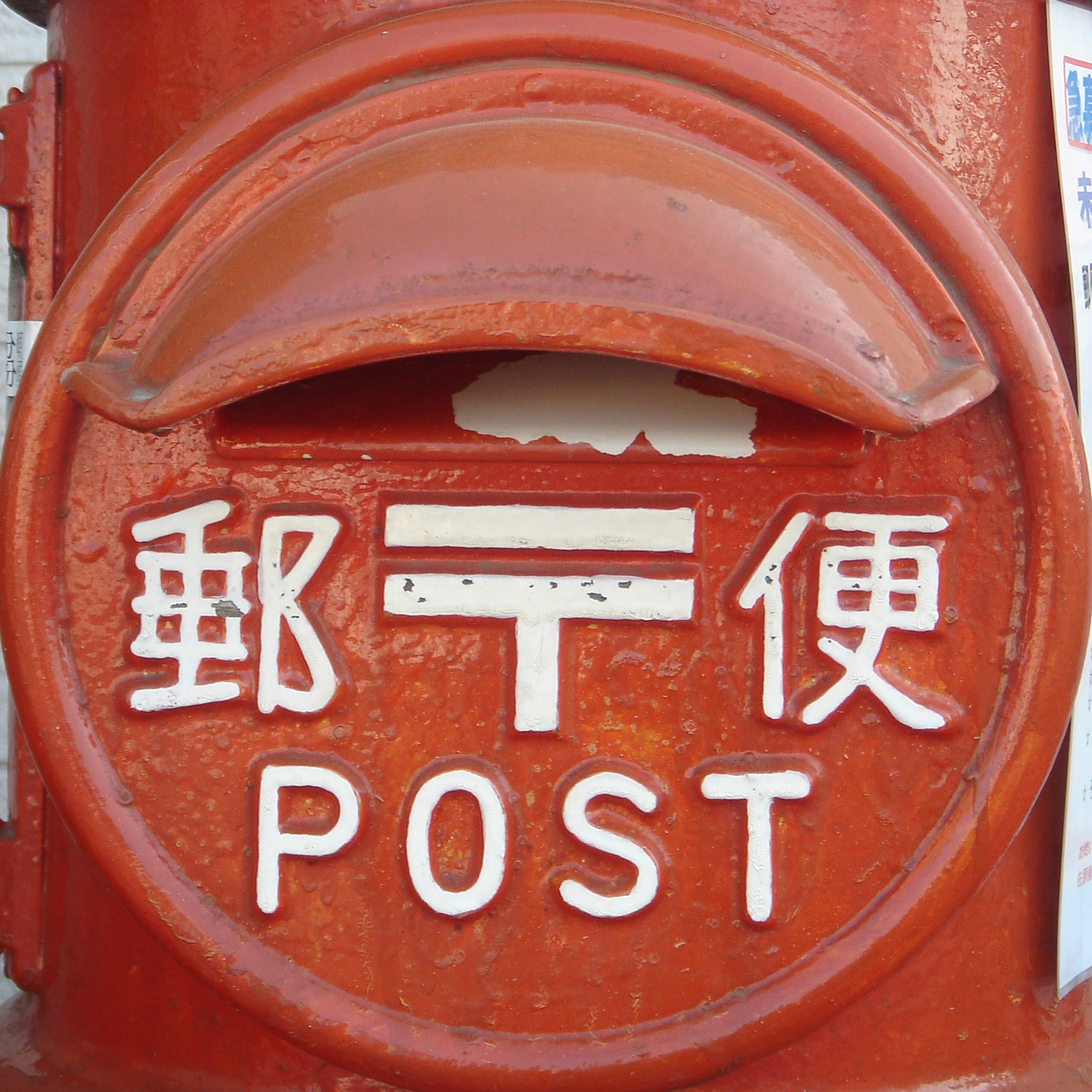

## Història del disseny gràfic
El disseny gràfic no comença a identificar-se com a tal fins a finals del segle xix, però el trobem latent en les pintures rupestres del Paleolític i en el naixement del llenguatge escrit en el tercer mil·lenni aC. El llibre de Kells és un exemple primerenc de disseny gràfic, amb una estètica que seria acceptable fins i tot avui. Es tracta d'una bíblia manuscrita profusament il·lustrada, realitzada per monjos irlandesos del segle IX dC.
La introducció dels tipus mòbils per Johannes Gutenberg va fer els llibres més barats de produir, augmentant la seva difusió. Els primers llibres impresos (incunables) van marcar el model a seguir fins al segle xx. El disseny gràfic d'aquesta època es coneix com a Estil Antic (especialment la tipografia que els primers tipògrafs van usar) o Humanista, com l'escola filosòfica predominant de l'època.
Després de Gutenberg, el disseny gràfic va ser una evolució gradual, sense canvis significatius, fins que a la fi del segle xix, especialment a Gran Bretanya, es va fer un esforç per crear una divisió clara entre les Belles Arts i les Arts aplicades. Entre 1891 i 1896, la impremta Kelmscott de William Morris va publicar alguns dels productes gràfics més significatius del Moviment d'Arts i Oficis (Arts and Crafts), i va fundar un lucratiu negoci basat en el disseny de llibres de gran refinament estilístic, venent-los a les classes benestants com a objectes de luxe. Morris va demostrar que existia un mercat per als treballs de disseny gràfic, establint la separació del disseny pel que fa a la producció i les belles arts. El treball de la impremta Kelmscott està caracteritzat per la seva recreació d'estils històrics, especialment medievals.

### Seglexix

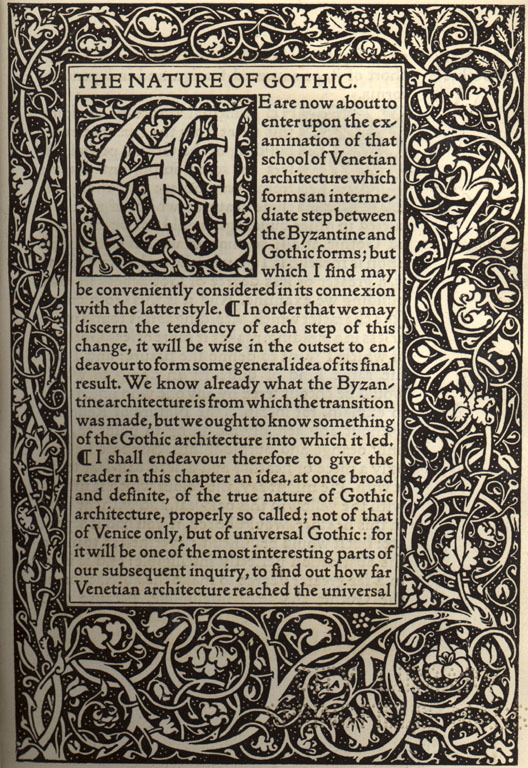
Primera pàgina del llibre The Nature of Gothic de John Ruskin, editat per la impremta Kelmscott. El Arts and Crafts proposava reviure l'art medieval, la inspiració en la natura i el treball manual.

Durant el segle xix el disseny de missatges visuals va ser confiat alternativament a dos professionals: el dibuixant o l'impressor. El primer estava format com a artista i el segon com artesà, ambdós freqüentment a les mateixes escoles d'arts i oficis. Per l'impressor tenia com a art l'ús d'ornaments i la selecció de fonts tipogràfiques en les seves composicions impreses. El dibuixant veia la tipografia com un element secundari i prestava més atenció a elements ornamentals i il·lustratius.
Entre 1891 i 1896, la impremta Kelmscott de William Morris va publicar alguns dels productes gràfics més significatius del Moviment d'Arts i Oficis (Arts and Crafts), i va fundar un lucratiu negoci basat en el disseny de llibres de gran refinament estilístic, venent-los a les classes benestants com a objectes de luxe. Morris va demostrar que existia un mercat per als treballs de disseny gràfic, establint la separació del disseny pel que fa a la producció i les belles arts. El treball de la impremta Kelmscott està caracteritzat per la seva recreació d'estils històrics, especialment medievals.

### Segle XX
El disseny de principis del segle xx, de la mateixa manera que les belles arts del mateix període, van establir una reacció contra la decadència de la tipografia i el disseny de finals del segle xix. El símbol de la tipografia moderna és la tipografia de pal sec, inspirada pels tipus industrials de finals del segle xix. Destaquen Edward Johnston, autor de la tipografia per al Metro de Londres, i Eric Gill. Jan Tschichold va plasmar els principis de la tipografia moderna en el seu llibre de 1928, New Typography. Més tard va repudiar la filosofia que exposa en aquesta obra, qualificant-la de feixista, però va continuar sent molt influent. Tschichold, tipògrafs de la Bauhaus com Herbert Bayer i Laszlo Moholy-Nagy, i El Lissitzky són considerats els pares del disseny gràfic com el coneixem avui dia. Van ser pioners en les tècniques de producció i en els estils que s'han anat usant posteriorment. Avui, els ordinadors han alterat dràsticament els sistemes de producció, però l'enfocament experimental que van aportar al disseny és més rellevant que mai.
El disseny gràfic es va modernitzar mentre guanyava aplicacions i reconeixement. L'economia americana de després de la II Guerra Mundial estava en voga i es produïa la necessitat d'una gran quantitat de disseny gràfic, aplicat a la propaganda i a l'embalatge. Molts emigrants alemanys de la Bauhaus van ser protagonistes d'aquests fets.
Noms notables en el disseny modern de mitjans de segle són Adrian Frutiger, dissenyador de les tipografies Univers i Frutiger; i Josef Müller-Brockmann, important cartellista dels anys cinquanta i seixanta. La reacció a la cada vegada major sobrietat del disseny gràfic va ser lenta però inexorable. Els orígens de les tipografies postmodernes es remunten al moviment humanista dels anys cinquanta. En aquest grup destaca Hermann Zapf, que va dissenyar dues tipografies avui omnipresents: Palatino (1948) i Optima (1952). Desdibuixant la línia entre les tipografies amb serifa i les de pal sec i reintroduint les línies orgàniques en les lletres, aquests dissenys van servir més per a ratificar el moviment modern que per a rebel·lar-se contra ell. Una fita important va ser la publicació del manifest del 1964 First Things First, que era una forma més radical de disseny gràfic, criticant la idea del disseny en sèrie, de baix valor. Va influir de manera determinant en tota una nova generació de dissenyadors gràfics, contribuint a l'aparició de publicacions com la revista Emigre. Un altre notable dissenyador de finals del segle xx és Milton Glaser, que va dissenyar la inconfusible campanya «I Love NY» (1973), i un famós cartell de Bob Dylan (1968). Glaser va prendre elements de la cultura popular dels seixanta i els setanta.
David Carson ha anat en contra de tot allò restrictiu en els dissenys moderns. Bona part dels seus dissenys per a la revista Ray Gun són intencionadament il·legibles, presentant una tipografia dissenyada per a produir experiències visuals en comptes de literàries.

### Primeres avantguardes

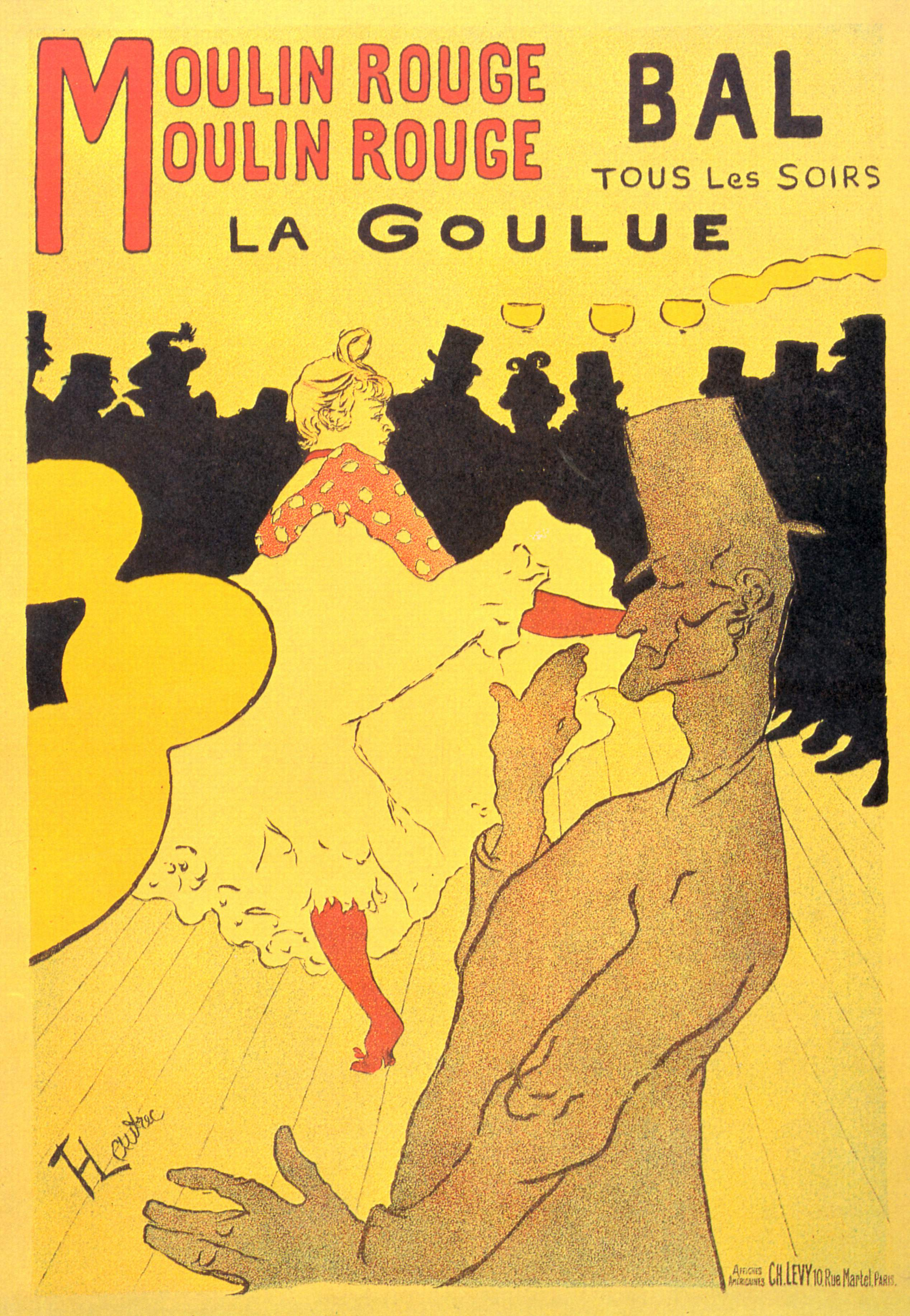
Cartell per al Moulin Rouge de París. Realitzat per Henri de Toulouse-Lautrec amb litografia en color en 1891. Gràcies al Art Nouveau, el disseny gràfic va cobrar ordre i claredat visual en la composició.

Isotipo de la Escola de la Bauhaus. Fundada el 1919 per Walter Gropius, és considerada el bressol de la professió del disseny.

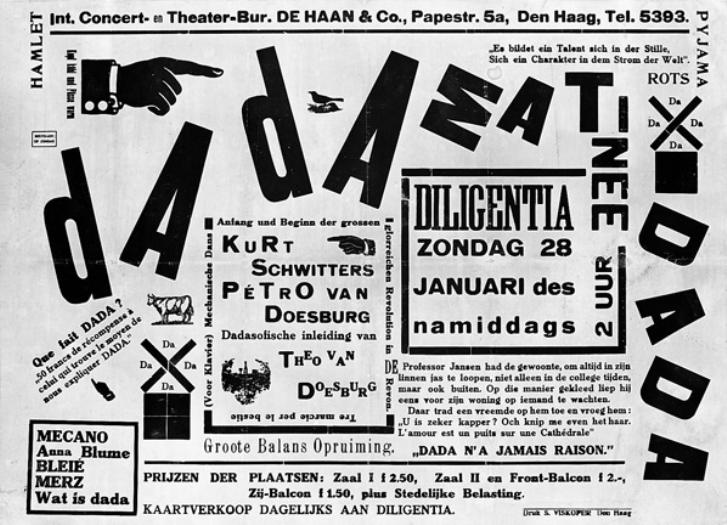
Poster per al Dada Matinée. Realitzat per Theo van Doesburg el gener de 1923. L'organització tipogràfica lliure, expressa l'esperit del moviment Dadà, la seva irracionalitat, la recerca de la llibertat i oposició a l'estat de les coses i expressions visuals de l'època.

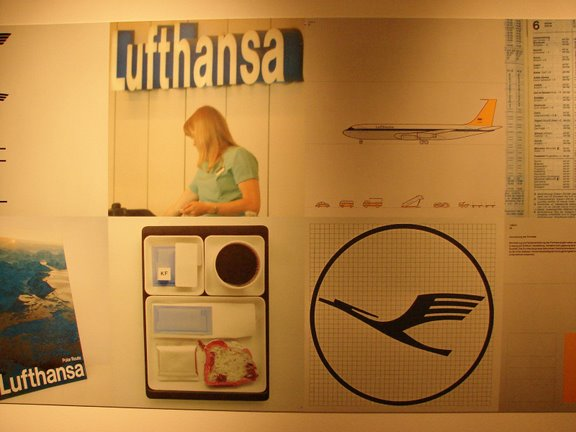
Disseny de la identitat corporativa per Lufthansa, per part del Grup de Desenvolupament 5 de la HfG d'Ulm. L'escola d'Ulm va ser un punt inflexió en la història del disseny, ja que allí es va perfilar la professió del disseny mitjançant una metodologia científica.

Disseny de pictogrames actuals, per al servei de Parcs Nacionals dels Estats Units. La idea de simplificar al màxim les formes en els símbols es va desenvolupar durant la dècada de 1950.

El disseny de principis del segle xx, igual que les belles arts del mateix període, va ser una reacció contra la decadència de la tipografia i el disseny de finals del segle xix.
L'interès per l'ornamentació i la proliferació de canvis de mesura i estil tipogràfic en una mateixa peça de disseny, com a sinònim de bon disseny, va ser una idea que es va mantenir fins a finals del segle xix. L'Art Nouveau, amb la seva clara voluntat estilística va ser un moviment que va aportar a un major ordre visual en la composició. Si bé va mantenir un alt nivell de complexitat formal, ho va fer dins d'una forta coherència visual, descartant la variació d'estils tipogràfics en una mateixa peça gràfica.
Els moviments artístics de la segona dècada del segle xx i l'agitació política que els acompanyava, van generar dramàtics canvis en el disseny gràfic. El Dadà, De Stijl, Suprematisme, Cubisme,  Constructivisme, Futurisme, i el Bauhaus van crear una nova visió que va influir en totes les branques de les arts visuals i el disseny. Tots aquests moviments s'oposaven a les arts decoratives i populars, així com l'Art Nouveau, que sota la influència del nou interès per la geometria va evolucionar cap a l'Art Decó. Tots aquests moviments van aparèixer amb un esperit revisionista i transgressor en totes les activitats artístiques de l'època. En aquest període també van proliferar les publicacions i manifestos, mitjançant els quals els artistes i educadors van mostrar les seves opinions.
Durant la dècada de 1930 es van desenvolupar aspectes interessants per a la composició del disseny gràfic. El canvi d'estil gràfic va ser transcendental perquè mostra una reacció contra l'organicisme i eclecticisme ornamentalista de l'època i proposa un estil més despullat i geomètric. Aquest estil, connectat amb el constructivisme, el suprematisme, el neoplasticisme, el De Stijl i el Bauhaus, va exercir una influència duradora i ineludible en el desenvolupament del disseny gràfic del segle xx. Un altre element important amb relació a la pràctica professional, va ser el creixent ús de la forma visual com a element comunicacional. Aquest element va aparèixer sobretot en els dissenys produïts pel Donada i el De Stijl.
El símbol de la tipografia moderna és la tipografia  sense serifa o de pal sec, inspirada pels tipus industrials de finals del segle xix. Destaquen Edward Johnston, autor de la tipografia per al Metro de Londres, i Eric Gill.

### Segones avantguardes
La reacció a la cada vegada major sobrietat del disseny gràfic va ser lenta però inexorable. Els orígens de les tipografies postmodernes es remunten al moviment humanista dels anys cinquanta. En aquest grup destaca Hermann Zapf, que va dissenyar dues tipografies avui omnipresents Palatino (1948) i Òptima (1952). Difuminant la línia entre les tipografies amb serifa i les de pal sec i reintroduint les línies orgàniques en les lletres, aquests dissenys van servir més per ratificar el moviment modern que per rebel·lar-se contra ell.
Una fita important va ser la publicació del Manifest el primer és el primer (1964), que era una crida a una forma més radical de disseny gràfic, criticant la idea del disseny en sèrie, sense valor. Va tenir una influència massiva en tota una nova generació de dissenyadors gràfics, contribuint a l'aparició de publicacions com la revista Emigri.
Un altre notable dissenyador de finals del segle xx és Milton Glaser, que va dissenyar la inconfusible campanya I Love NY (1973), i un famós cartell de Bob Dylan (1968). Glaser va prendre elements de la cultura popular dels seixanta i setanta.
Els avanços de principis del segle vint van ser fortament inspirats per avanços tecnològics en impressió i en fotografia. En l'última dècada del mateix segle, la tecnologia va tenir un paper similar, encara que aquesta vegada es tractava d'ordinadors. Al principi va ser un pas enrere. Zuzana Licko va començar a usar ordinadors per a composicions molt aviat, quan la memòria dels ordinadors es mesurava en kilobytes i les tipografies es creaven mitjançant punts. Ella i el seu marit, Rudy VanderLans, van fundar la pionera revista Emigre i la fosa de tipus del mateix nom. Van jugar amb les extraordinàries limitacions dels ordinadors, alliberant un gran poder creatiu. La revista Emigri es va convertir en la bíblia del disseny digital.
David Carson és la culminació del moviment contra la sobrietat i la constricció del disseny modern. Alguns dels seus dissenys per a la revista Raygun són intencionadament il·legibles, dissenyats per ser més experiències visuals que literàries.

## Elements que intervenen en el disseny gràfic
El dissenyador que realitza un projecte ha de transmetre una idea, aïllant un concepte. Els elements dels quals disposa per dur a terme aquesta tasca són:
- Formes i espais: es poden incorporar diverses formes geomètriques com quadrats, rectangles, cercles... Quant a l'espai s'ha de tenir en compte que és un espai de dues dimensions.
- La tipografia: són les lletres que formen part d'un projecte de disseny, cal conèixer l'estructura de les lletres per poder-ne triar la correcta entre la multitud de tipus que hi ha.
- Elements gràfics: són elements geomètrics com el punt i les línies. Intervenen en diferents formats i formes.
- Imatges: hi ha tres tipus d'imatges principalment: les fotografies, les il·lustracions i els gràfics.[4]

### Disciplines relacionades
- Animació
- Arquitectura
- Autoedició
- Color
- Comunicacions de màrqueting
- Cromatologia iconolingüística
- Director d'art
- Disseny editorial
- Disseny d'informació
- Disseny industrial
- Disseny multimèdia
- Disseny web
- Gestió del color
- Iconolingüística
- Il·lustració (art)
- Publicitat
- Sinestèsia
- Tipografia

### Altres temes relacionats
- Cartell
- Escola de la Bauhaus
- Estètica
- Gravat
- Hochschule für Gestaltung
- Imatge corporativa
- Infografia
- Johann Aloys Senefelder inventor de la litografia.
- Llenguatge visual
- Logotip
- Pictografia
- Teoria del color